# Allan Wells
Allan Wipper Wells MBE (Edinburgh, 3 mei 1952) is een voormalige Schotse atleet, die gespecialiseerd was in de sprint. Hij nam tweemaal deel aan de Olympische Spelen en won hierbij een gouden en een zilveren medaille.

## Biografie
Wells deed, voordat hij zich in de sprint specialiseerde, eerst aan verspringen en hink-stap-springen. Hij was Schots jeugdkampioen hink-stap-springen (1970) en Schots indoorkampioen verspringen (1974). Zijn persoonlijk record bij het verspringen was 7,32 m.
In 1975 stond hij slechts op een 127e plaats als sprinter op de 200 m. Dit veranderde in 1976, toen hij zich als sprinter begon te specialiseren. Hij liep 10,55 s op de 100 m en stond binnen mum van tijd als achtste sprinter op de 200 m-ranglijst met 21,42. In 1977 werd hij op de Britse kampioenschappen tweede op de 100 m en derde op de 200 m. Hij won bij de AAA-kampioenschappen het onderdeel 60 m (indoor).
Zijn doorbraak kwam een jaar later. Op beide disciplines werd hij Brits kampioen. Op de Gemenebestspelen 1978 won hij twee gouden medailles (200 m, 4 x 100 m estafette) en een zilveren medaille op de 100 m. Hij was minder succesvol op het Europees kampioenschap dat jaar, waar hij zesde werd op de 100 m in 10,45.
Wells gebruikte geen startblok, totdat hij door de regels bij de Olympische Spelen van 1980 in Moskou hiertoe gedwongen werd. Het deelnemersveld was zwakker, omdat de sterke Amerikaanse ploeg de Spelen boycotte. Wells kwam in de finale en won deze wedstrijd met een vrij langzame 10,25. Hij was hiermee de oudste olympische kampioen op de 100 m. Op de 200 m werd hij tweede en op de 4 x 100 m estafette vierde.
Na een succesvolle tour door Australië won Allan Wells de 100 m bij Europacupwedstrijden, waarbij hij de Oost-Duitse sprintsensatie Frank Emmelmann versloeg. Op de 200 m werd hij tweede. Bij de IAAF Golden event in Berlijn liet hij zijn talent zien door de gecombineerde 100/200 m te winnen. Ook won hij de 100 m bij de wereldbekerstrijden in Rome, waarbij hij Carl Lewis versloeg. Op de 200 m werd hij tweede.
In 1982 won hij een gouden medaille op de Gemenebestspelen op de 100 m en de 200 m. Op de wereldkampioenschappen atletiek 1983 in Helsinki viste hij met een vierde plaats op de 100 m en de 200 m weliswaar achter de medailles, maar versloeg toch een aantal hoog aangeschreven sprinters.
Hierna kon Wells niet meer met de wereldtop meekomen en werd op de Olympische Spelen van 1984 in Los Angeles uitgeschakeld in de halve finale. In het jaar 1985 was hij grotendeels uitgeschakeld vanwege een blessure. Door als midden-dertiger nog actief te zijn, zette hij de trend voor sprinters om een lange sportcarrière te hebben. Na zijn actieve carrière werd hij coach van het Britse bobsleeteam. Zijn vrouw Margot Wells was eveneens een Schotse atlete. Ze was kampioene op de 100 m en de 100 m horden. Ze wonen samen in Guildford, waar zijn vrouw fitness-consulente is en Allan als systeem-engineer werkt.

## Titels
- Olympisch kampioen 100 m - 1980
- Brits kampioen 100 m - 1976, 1978, 1980, 1983
- Brits kampioen 200 m - 1978
- Brits indoorkampioen 60 m - 1977
- Schots kampioen 100 m - 1977, 1978, 1979, 1980, 1983
- Schots kampioen 200 m - 1979, 1980
- Schots indoorkampioen verspringen - 1974

## Palmares

### 100 m
- 1978:  Gemenebestspelen - 10,07 s
- 1978: 6e EK - 10,45 s
- 1979:  Europacup - 10,19 s
- 1980:  OS - 10,25 s
- 1981:  Europacup - 10,17 s
- 1982:  Gemenebestspelen - 10,02 s
- 1983:  Europacup - 10,59 s
- 1983: 4e WK - 10,27 s
- 1986:  Wereldbeker - 10,20 s

### 200 m
- 1978:  Gemenebestspelen - 20,12 s
- 1979:  Europacup - 20,29 s
- 1980:  OS - 20,21 s
- 1981:  Wereldbeker - 20,53 s
- 1981:  Europacup - 20,35 s
- 1982:  Gemenebestspelen - 20,43 s
- 1983:  Europacup - 20,72 s
- 1983: 4e WK - 20,52 s

### 100 m en 200 m
- 1979:  IAAF Golden event - 30,64 s
- 1981:  IAAF Golden event - 30,30 s

### 4 x 100 m estafette
- 1978:  Gemenebestspelen